# Gunnister Man
Der Gunnister Man ist eine Moorleiche aus dem 18. Jahrhundert, die 1951 in einem Moor auf Unst, der nördlichen Hauptinsel der schottischen Shetlandinseln gefunden wurde. 
Der Körper der Leiche war weitgehend vergangen, jedoch war die Kleidung nahezu vollständig und hervorragend erhalten. Die Reste des Fundes werden im National Museum of Scotland in Edinburgh aufbewahrt. An der Fundstelle erinnert eine von der Northmavine History Group errichtete Steintafel an den Fund.

## Fund
Der Gunnister Man wurde 1851 von den Torfstechern James Bigland und James Johnson, im Moor nahe der Straße nach Gunnister/Nibon, etwa 500 Meter hinter der Abzweigung der Hauptstraße Lerwick-Hillswick A970, gefunden. Sie meldeten ihren Fund der Polizei, die Archäologen für die Dokumentation und Bergung hinzuzog.
 Fundort: 60° 26′ 30,2″ N, 1° 24′ 17,7″ W

## Befunde
Der vollständig bekleidete Tote wurde in Rückenlage, mit dem Kopf Richtung Ostsüdost in einer nur 75 cm tiefen Grube im Moor gefunden. Das Moor hatte an dieser Stelle eine Tiefe von etwa 120 cm bis auf den anstehenden Fels. Die Leiche war bis auf ein Büschel dunkelbrauner Kopfhaare, Fragmente des Schädels, einige Finger- und Fußnägel sowie stark zersetzte Knochenfragmente in den Ärmeln und Strümpfen vergangen. Im Gegensatz dazu waren die wollenen Kleidungsteile außerordentlich gut erhalten. Zu seinen Füßen lag eine Daubenschale aus Waldkiefer mit Durchmessern von 17 cm an der Mündung, 15 cm an der Basis und einer Höhe von 14 cm. Daneben lagen zwei flache Holzbrettchen, das größere mit 171 × 95 mm aus Eiche, das kleinere mit 150 × 37 mm aus Kiefer. Die bis zu 7,6 mm starken Brettchen, deren Funktion unbekannt ist, weisen stark gerundete Ecken und je zwei zueinander passende Bohrlöcher auf. Schräg über der linken Körperhälfte lag ein etwa 130 cm langer Stock, der bei der Bergung in drei Stücke zerbrach. In der Manteltasche steckte ein Stück eines Federkiels sowie ein gestrickter Geldbeutel mit drei Münzen von geringem Wert. Es sind ein niederländischer 6-Stüber aus Nijmegen von 1690, ein 2-Stüber aus Overijssel von 1681 und ein schwedisches ⅙-Örestück von 1683. In der Hose steckte ein Behälter aus einem Kuhhorn, dessen große Öffnung mit einem kreuzförmig beschnitzten und mit drei Dübeln befestigten Holzdeckel verschlossen war. Die Spitze des Horns ist ausgefranst oder abgebrochen. In der Jacke befand sich ein in einer Mütze eingerollter Löffel aus Horn. Weiter wurde ein Messergriff gefunden, dessen Klinge vollständig vergangen ist.

### Kleidung
Der Mann trug zu Lebzeiten warme Kleidung aus Wolle, eine Jacke, darüber einen langen Mantel in Form eines Justaucorps, lange gestrickte Handschuhe, eine kurze Hose und ein beinlanges Paar gestrickte Strümpfe. Als Schuhe trug er ein Paar primitive Bundschuhe (Opanken) aus stark abgetragenem Leder. Auf seinem Kopf trug er eine wollene Mütze mit umgeschlagenem Rand, eine zweite befand sich um den Hornlöffel zusammengerollt in der Jacke. Der Geldbeutel hat jetzt eine mattbraune Farbe. Ursprünglich bestand er aus naturbrauner Wolle mit eingestrickten weißen, grauen und roten Mustern. Er steckte in der Manteltasche und enthielt niederländische und schwedische Münzen. Die Handschuhe wurden auf Form gestrickt, die Stulpen sind gemustert und die Handrücken wurden mit einem dekorativen Pfeilmuster verziert. Daneben wurde ein weiteres Textilstück gefunden, dessen Funktion jedoch nicht eindeutig geklärt werden konnte. Das Stoffstück ist ebenfalls gestrickt und hat drei konzentrische, rautenförmige Durchbrüche. Das jetzt etwa 99 cm lange Justaucorps besteht aus überwalktem Wolltuch in Gleichgratköperbindung aus z/s gezwirntem Garn mit Fadenstärken von 0,6 bis 0,9 mm Durchmesser und Webdichten von 11 bis 14 Fäden in Kette und 8,5 bis 10 Fäden im Schuss. Das Gewebe des Mantels war so stark abgetragen, dass die Überwalkung nur noch auf der Innenseite erkennbar war. Das Gewebe und alle Nähte wurden sorgfältig und sauber ausgeführt. Gefüttert war der Mantel mit Stoffstücken aus anderen Wollgeweben. Der Justaucoprs hat an der Vorderseite 20 und an den Ärmelbündchen je vier Knöpfe aus Wollstoff. Ebenfalls auf der Vorderseite befinden sich zwei Taschen die mit je sieben Knöpfen aus Wolle verziert sind. Die ursprüngliche Farbe des durch die Moorsäuren jetzt braun gefärbten Mantels war vermutlich grau, da in den Wollfasern, außer den wolleeigenen, keine Pigmente nachweisbar waren. Das stark abgetragenen Kleidungsstück wurde an zahlreichen Stellen geflickt und durch nachträglich eingenähte Stoffstreifen angepasst, zudem hat der Träger die weiten Ärmelaufschläge heruntergeklappt um die Ärmellänge zu vergrößern. Die darunter als Hemd getragene, etwa 87 cm lange Jacke war ursprünglich aus ungefärbter, weißer, besonders ausgesuchter Wolle hergestellt und besitzt einen kleinen Stehkragen. Sie besteht aus einem Gewebe in Gleichgratköper aus z/s gezwirntem Garn mit Fadenstärken von 0,5 bis 0,8 mm und einer Gewebedichte von 13 Fäden in der Kette und 9 Fäden im Schuss. Das Gewebe des Tuches ist ungleichmäßig und weist zahlreiche Webfehler auf, ebenso sind die Kett- und Schussfäden nur ungleichmäßig gesponnen. Die Webbreite des Tuches schwankt zwischen 48 und 53 cm, was eine um 7 bis 8 cm verschobene Rückennaht des Kittels zur Folge hatte. Der Halsausschnitt der Jacke reicht an der Vorderseite bis über die Gürtellinie und wird durch neun und an den Ärmelbündchen mit je drei Wollknöpfen aus dem gleichen Stoff verschlossen. Auch dieser Kittel wurde mehrfach auf der Außen- und Innenseite mit Stoffstücken aus mindestens zwei verschiedenen Geweben geflickt. Die Flickarbeiten wurden von ungeübter Hand und ohne Rücksicht auf die äußere Erscheinung des Kittels ausgeführt. Dagegen waren Löcher an den Ellenbogen mit anderen Stoffstücken von geübter Hand geflickt worden. Der untere Saum der Jacke besteht aus einer abgewetzten Schnittkante, die nicht versäumt wurde. Die Hosen bestehen aus s/s gezwirntem Garn, mit Fadenstärken von 0,9 mm in Kette und Schuss und Webdichten von 8,5 Fäden je Zentimeter in beiden Fadensystemen. Verschlossen wurde die Hose lediglich mit einem Knopf, in dem zwar Reste grüner Pigmente nachweisbar waren, jedoch hatte die Hose ursprünglich die naturgraue Farbe der Wolle. Hose und Mantel wurden aus dem gleichen Tuch hergestellt. Die Füße der gestrickten Strümpfe waren vollständig verschlissen und waren mit aufgehefteten schuhförmigen Stoffstücken aus Gleichgratköper sehr notdürftig geflickt. Dieser Stoff ähnelt in seiner ungleichen Struktur dem des Kittels. Die Stoffflicken haben den gleichen Schnitt wie die Bundschuhe des Mannes. Bei dem Mann wurde ein einzelnes gewebtes Band aus Wolle von 85 cm Länge und 2 cm Breite, auf 46 Kettfäden gefunden. Das Band wurde aus verschiedenfarbigen, vermutlich weißen und grauen, Fäden gewebt, dessen Farbstruktur noch deutlich erkennbar ist. Die Enden des Bandes wurden eingesäumt. Es wird angenommen, dass dieses zur Befestigung eines der Strümpfe um das Bein diente.

### Datierung
Die Datierung in den Zeitraum um 1690 und 1710 erfolgte bisher aufgrund der Münzen sowie der kostümkundlichen Klassifizierung der Kleidung.

## Deutung und Bedeutung
Die Fundumstände des Mannes in einer Grabgrube, die vorgefundenen Münzen und die Grabbeigaben sprechen relativ sicher für eine reguläre Bestattung des Verstorbenen. Über die Todesursache können keine Angaben gemacht werden. Aufgrund seiner warmen Kleidung, wie Handschuhe und Mützen, wird ein Todeszeitpunkt im Winterhalbjahr angenommen. Seine Herkunft ist unklar, die auswärtigen Münzen könnten darauf hindeuten, dass er möglicherweise auf der Durchreise und vielleicht ein Händler war. Die Funktion des einzelnen, rautenförmig verzierte Stoffstückes ist unklar, es könnte eine Applikation auf einem Kleidungsstück aus pflanzlichen Fasern gewesen sein, das im sauren Moormilieu vergangen ist. Die Besonderheit des Fundes sind die Strickwaren, sie sind die frühesten Nachweise für diese Technik auf den Shetlandinseln bisher. Es kann aber nicht bestätigt werden, ob diese auf den Shetlandinseln oder außerhalb hergestellt wurden. Eine besondere Bedeutung hat der Fundkomplex aufgrund der Tatsache, dass hier ein vollständig erhaltener Satz einfacher Alltagskleidung aus dem beginnenden 18. Jahrhundert vorliegt. Starke Abnutzungs- und einige Flickstellen zeigen, dass diese Kleidung über einen langen Zeitraum getragen wurde. Für das Shetland Museum wurden von den Textilarchäologen Carol Christiansen, Martin Ciszuk und Lena Hammarlund originalgetreue Rekonstruktionen der Kleidung angefertigt. Diese Rekonstruktionen wurden künstlich auf den Tragezustand der Originalkleidung gebracht, inklusive Abnutzungen und Flickstellen. Diese Rekonstruktionen werden im Shetland Museum in Lerwick ausgestellt.